# 巨型管蟲
巨型管蟲（學名：Riftia pachyptila）是西伯加蟲科下的一種生物。它生活在太平洋一英里以下的海底熱泉附近，可以忍受富含硫化氢、水溫在2至30攝氏度之間的海水。其長度可達2.4（7英尺10英寸），直徑約4（1.6英寸）。不同於生長速度極為緩慢的羽織蟲屬物種Lamellibrachia luymesi（170至250年間只能生長2米），巨型管蟲生長速度極快，兩年內就可以長1.5（4英尺11英寸）。

## 發現

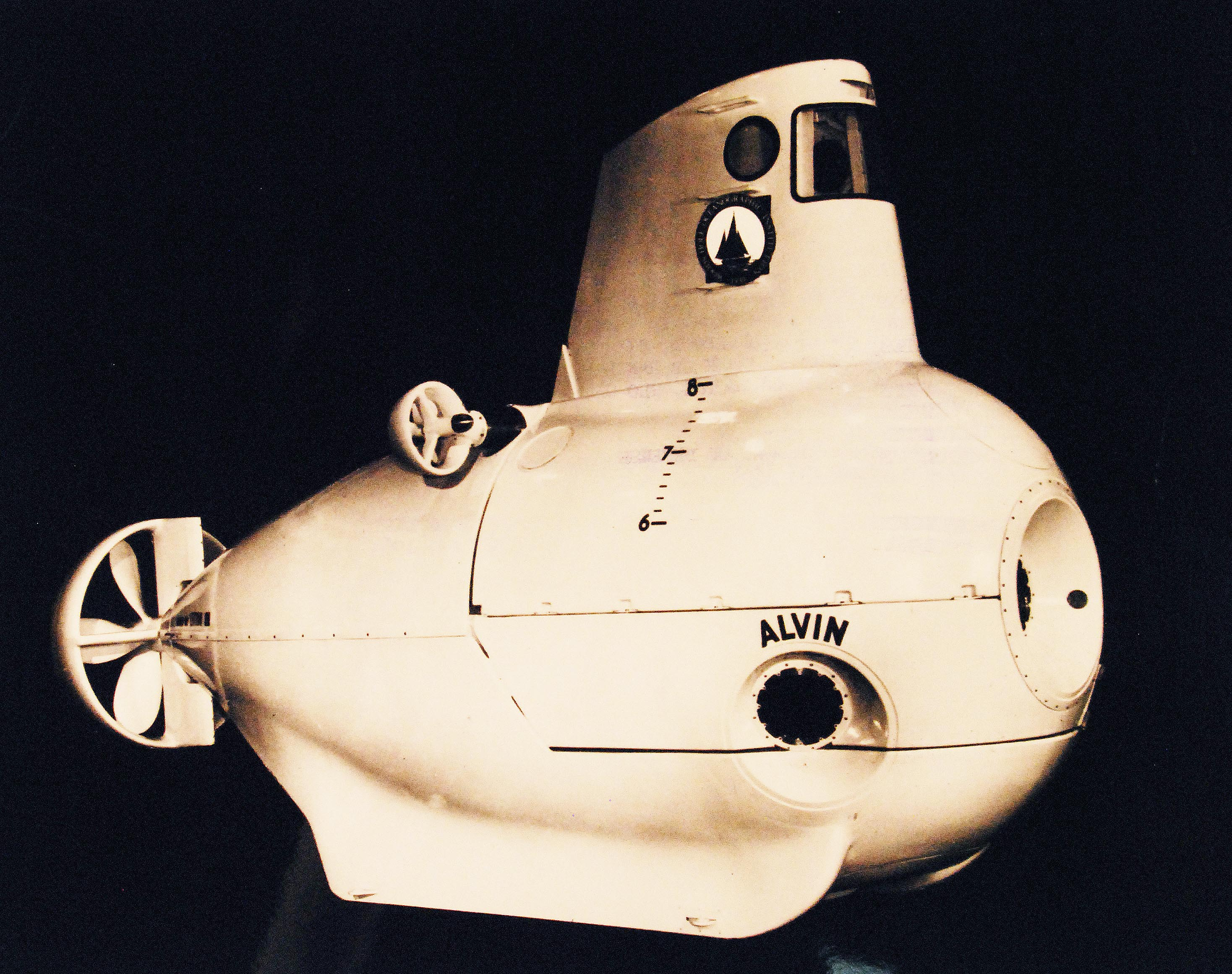
阿爾文號深潛器

巨型管蟲發現於1977年由地質學家傑克·科利斯乘坐阿爾文號深潛器前往科隆群島熱點探勘時所發現。巨型管蟲的發現完全是個意外，當時的研究隊伍只是為了研究當地的海底熱泉，因此也沒有生物學家進駐。這次探勘還在海底熱泉附近發現了很多其他新物種。
由於阿爾文號深潛器搭載了機械手臂，因此也採收了許多生物的樣本，包括了雙殼綱、多毛綱、大型螃蟹以及約長 2 公尺的巨型管蟲個體。
在這之後於中洋脊附近的海底熱泉也陸續發現了許多海洋生物，儘管熱泉附近的溫度可達 350 °C – 380 °C。

## 生命史
巨型管蟲剛孵化時為於遠洋帶可自行游動不仰賴共生的擔輪幼蟲，在發展為後擔輪幼蟲後轉為行固著生活，並開始仰賴共生細菌提供營養。巨型管蟲體內的共生菌並未出現於管蟲的配子之中，而是在管蟲孵化後，透過類似感染的形式藉由皮膚自周遭環境吸收而得到。剛出生的巨型管蟲具有完整的消化系統，包括口、前段腸、中段腸、後段腸及肛門。在共生菌於中段腸建立群落後，中段腸會膨脹並形成營養體，而其他部分的消化系統則會退化。在成年巨型管蟲的體內，幾乎看不到有原本消化系統器官的殘留。

## 身體結構

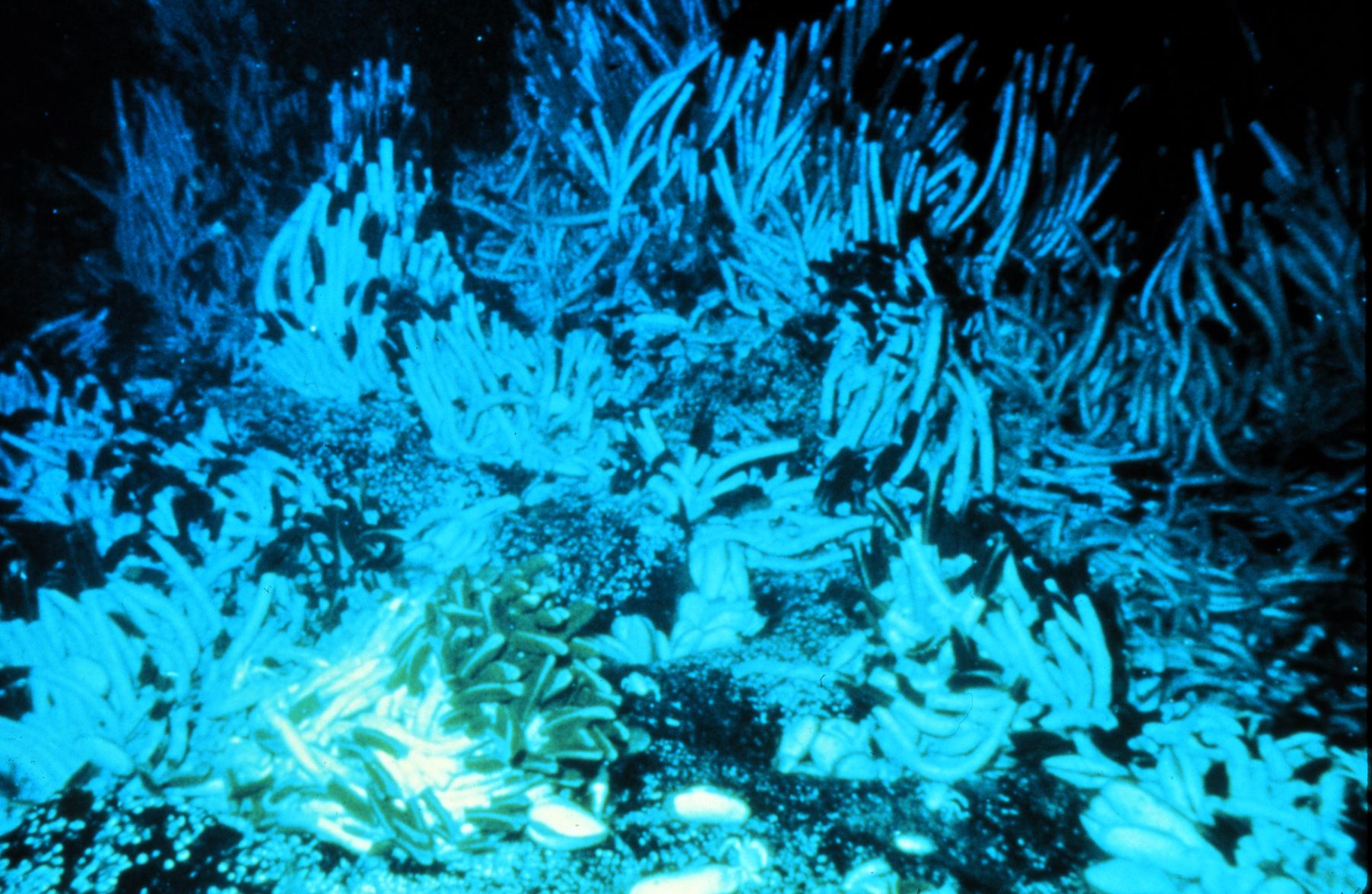
生活在海底熱泉旁的巨型管蟲透過棲息於體內營養體中的共生菌提供營養

若將巨型管蟲去掉外部由幾丁質組成的長管，其身體構造有別與傳統西伯加蟲科的前體部、中體部、後體部三分形式。

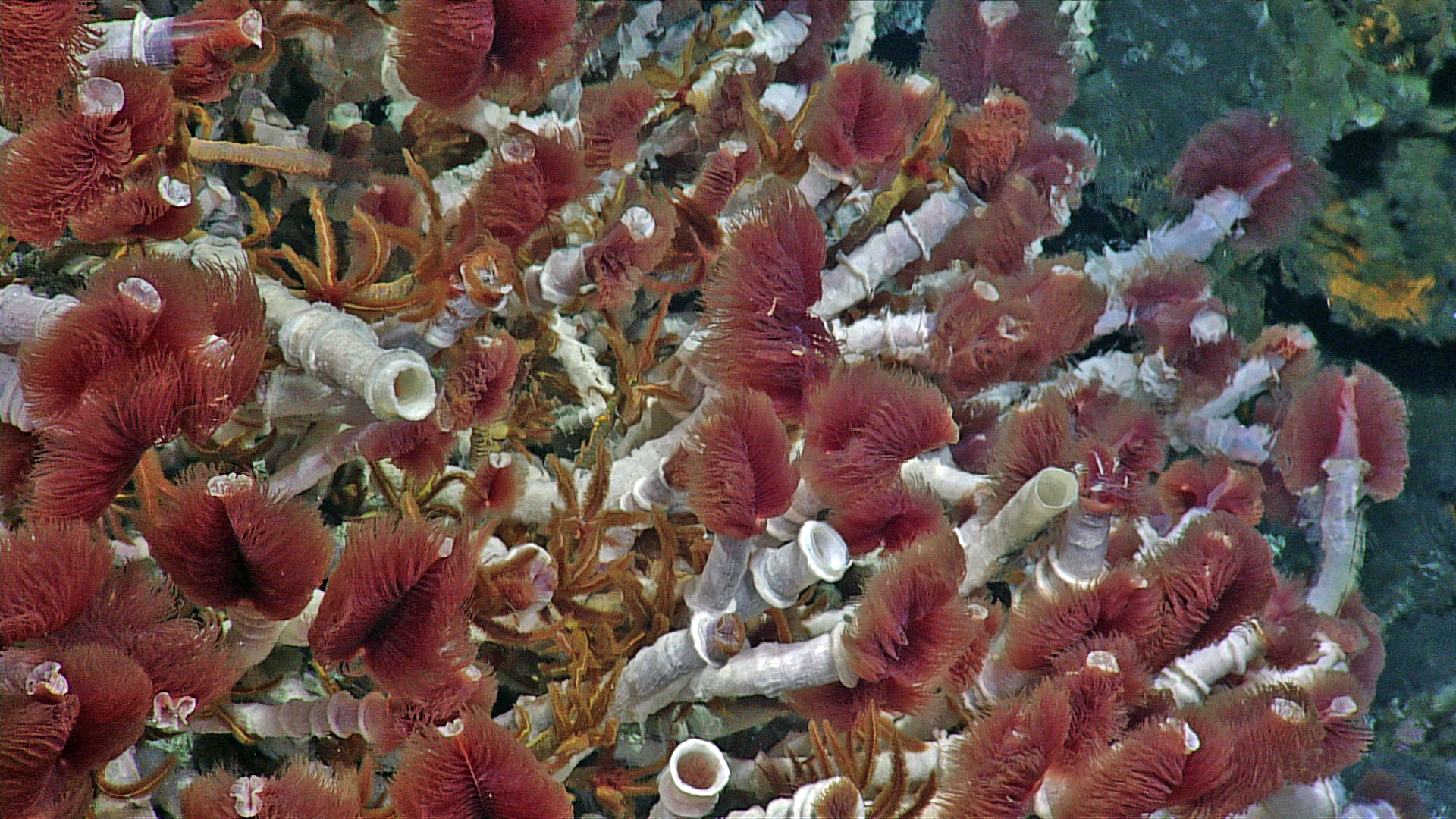
巨型管蟲與其呈舒張狀態的紅色鰓羽

巨型管蟲身體的第一部分被稱為鰓羽（Branchial Plume），主要負責提供營養給棲息於營養體內的共生細菌。其紅色來自於其中由至多144個血球素鏈組成的血紅素。這些血紅素最大的特徵在於能夠攜帶並運送硫化氫及氧氣，而大部分物種的血紅素並無此能力。如果巨型管蟲受到來自外界的刺激，牠們會將鰓羽縮回至管中，並利用殼蓋將自己封閉於管內。
巨型管蟲身體的第二部分稱為被套（vestimentum），由帶狀的肌肉所組成，帶有兩翼並在末端有兩個生殖孔。膨大的背血管結構（功能類似於心臟）就位於被套之內。
巨型管蟲身體的第三部分稱為軀幹部（trunk），包含了體壁、生殖腺以及體腔；軀幹部也是管蟲營養體的所在位置，營養體為海綿狀的組織，儲存了能提供管蟲營養的硫氧化細菌與硫顆粒。由於成年巨型管蟲的嘴、消化系統與肛門均已退化，牠們所需的營養均必須由這些互利共生的細菌提供。細菌在營養體中所進行的化能合成，最早是由科里·卡瓦納發現。
巨型管蟲鰓羽中的血紅素具有攜帶並運送H2S及O2的能力，而體內的共生菌則能透過微血管獲得這些化學物質以進行化能合成。在化能合成的過程中，粒線體酵素硫氰酸酶會催化硫代硫酸鹽S2O32-的歧化反應，生成S及亞硫酸鹽SO32-。
硝酸鹽與亞硝酸鹽具有毒性，但是氮卻是生物合成的重要元素。位於巨型管蟲營養體內的化能合成細菌能將硝酸鹽轉化為銨離子，由細菌合成胺基酸並釋放給巨型管蟲。為了能將硝酸鹽運輸給細菌，巨型管蟲的血管內具有極高濃度的硝酸鹽，甚至為周遭海水硝酸鹽濃度的 100 倍。為何巨型管蟲能夠濃縮並承受如此高濃度的硝酸鹽，至今仍然未知。
巨型管蟲身體的第四部分稱為後體部（opistosome），將個體固著於管內並用來儲存細菌化能合成後所產生的廢物。

## 共生
細菌無脊椎動物化能自養共生的發現，特別是在前庭動物門巨型管蟲中，然後在囊螂科蛤和殼菜蛤科貽貝中，揭示了海底熱泉管蟲的化能自養潛力。 科學家發現了一個非凡的營養來源，有助於維持噴口無脊椎動物的生物量。 許多關注這種類型共生的研究表明，化能自養、內共生、硫氧化細菌主要存在於R. pachyptila中， 它生活在極端環境中，適應火山和海水混合的特殊組成。 這種特殊的環境充滿了無機代謝物，主要是碳、氮、氧和硫。在成蟲階段，巨型管蟲缺乏消化系統。為了滿足其能量需求，它將溶解的無機營養物（硫化物、二氧化碳、氧氣、氮氣）保留在羽流中，並透過血管系統將它們運送到營養體，營養體懸浮在成對的體腔中，是細胞內共生細菌的所在地被發現。營養體是一種軟組織，幾乎貫穿管體體腔的整個長度。它保留了大量的細菌，每克鮮重大約有 109 個細菌。營養體中的細菌被保留在細菌細胞內，從而不與外部環境接觸。因此，它們依靠巨型管蟲來吸收它們所採用的一系列代謝反應所需的營養物質，並排出碳固定途徑的廢棄物。與此同時，管狀蠕蟲完全仰賴微生物提供其生長所需的碳固定循環副產品。
巨型管蟲中化能自養共生的初步證據來自顯微鏡和生化分析，顯示革蘭氏陰性細菌聚集在管蟲軀幹中稱為營養體的高度血管化的器官內。其他涉及穩定同位素、 酶、 和生理學 表徵的分析證實，巨型管蟲的末端共生體氧化還原硫化合物以合成ATP，用於透過卡爾文循環進行自養碳固定。宿主管蟲能夠吸收和運輸硫代自養所需的底物，即HS−, O2, 和 CO2，並接收共生體群體合成的一部分有機物。由於成年管蟲無法以顆粒物為食，且完全依賴共生體來獲取營養，因此細菌族群是共生體碳獲取的主要來源。細菌-無脊椎動物化能自養共生的發現，最初是在前庭動物門管蟲，然後是在囊螂科蛤和殼菜蛤科貽貝中，指出了維持海底熱泉無脊椎動物的更顯著的營養來源。

## 與化能自養細菌的內共生
廣泛的細菌多樣性與巨型管蟲的共生關係有關。許多細菌屬於ε-變形菌，2016 年最近發現的新物種 Sulfurovum riftiae 就支持了這一點，該新物種屬於彎曲桿菌門，螺旋桿菌科，從東太平洋海隆收集的巨型管蟲中分離出來。其他共生體屬於 δ-、α- 和 γ-變形菌。 Candidatus Endoriftia persephone (Gammaproteobacteria) 是一種兼性巨型管蟲共生體，並已被證明是一種混合營養生物，因此根據碳資源的可用性以及是否可以利用卡爾文-本森循環和還原型檸檬酸循環（具有不尋常的ATP-柠檬酸裂解酶）在環境或真核生物宿主內自由生活。當碳源可用時，細菌顯然更喜歡異營生物生活方式。

## 外部連結
- Privett, B. . Animal Diversity Web. 2001  [February 25, 2008]. （原始内容存档于2008-07-25）.
- Giant Tube Worm page at the Smithsonian （页面存档备份，存于）
- Podcast on Giant Tube Worm at the Encyclopedia of Life